# Katnachbjur (Lorri)
Katnachbjur – wieś w Armenii, w prowincji Lorri. W 2011 roku liczyła 767 mieszkańców.